# Alfa B-crystalline

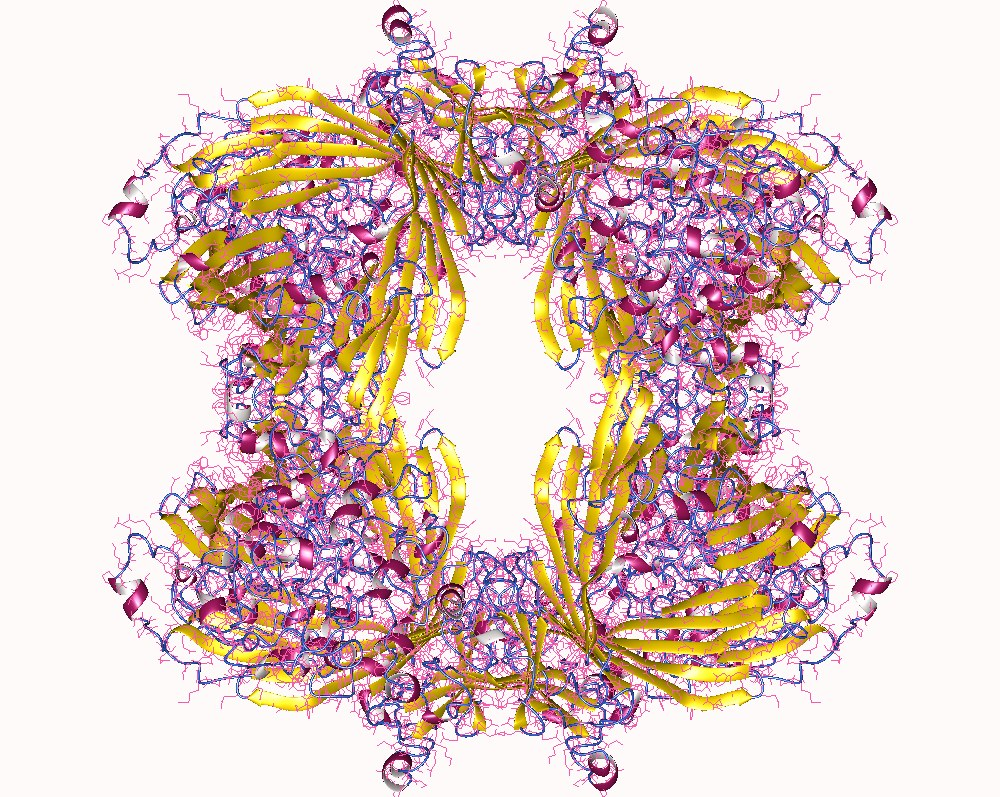
alphaB- crystalline homo24mer, Human.

Alfa B-crystalline is een klein eiwit dat de neiging heeft te binden aan gedenatureerde eiwitten en polypeptiden. Het is een van de zogenaamde hitteshockeiwitten (heat shock proteins, HSP). Het wordt in verhoogde mate aangetroffen bij een groot aantal neurologische ziekten, zoals de ziekte van Alzheimer en multiple sclerose, en bij mensen met desmine-gerelateerde cardiomyopathie en een bepaalde vorm van staar (cataract) zijn gemuteerde versies van het eiwit aangetroffen. Het is onderwerp van veel onderzoek. Het eiwit lijkt een functie te hebben bij het oplossen en opnieuw vormen van het golgiapparaat.
Op 20 juni 2007 maakten onderzoekers van TNO in samenwerking met Stanford university bekend dat het injecteren van het eiwit in de bloedbaan bij muizen met een ziekte die overeenkomsten vertoont met multiple sclerose bij mensen de symptomen van deze ziekte bij die muizen deed verminderen. Nader onderzoek is gaande.